# Championnat d'Écosse de football 1993-1994
Navigation
Édition précédente Édition suivante
La 97e édition du championnat d'Écosse de football est remportée par le Rangers Football Club. C’est son 44e titre de champion, son sixième consécutif. Les Rangers l’emportent avec 3 points d’avance sur le Aberdeen FC. Le Motherwell FC complète le podium.
Le championnat se prépare à un nouveau changement de formule : il repasse à 10 clubs pour la deuxième fois en moins de dix ans. Les trois derniers clubs de l’élite seront donc rétrogradés en deuxième division et dans le même temps le premier de deuxième division sera promu en première division :  Raith Rovers,  Kilmarnock FC et Saint Johnstone descendent en deuxième division. Ils sont remplacés pour la saison 1994/95 par le Falkirk FC.
Avec 22 buts marqués en 44 matchs, Mark Hateley du Rangers Football Club remporte pour la première fois le titre de meilleur buteur du championnat.

## Les clubs de l'édition 1993-1994
| \| Aberdeen FC Glasgow · Celtic - Rangers-Partick Thistle Dundee · Dundee United-Dundee FC Édimbourg · Hibernian-Heart Motherwell FC Saint Johnstone Kilmarnock FC Raith Rovers \| Localisation des clubs engagés dans le championnat. |
| Aberdeen FC Glasgow · Celtic - Rangers-Partick Thistle Dundee · Dundee United-Dundee FC Édimbourg · Hibernian-Heart Motherwell FC Saint Johnstone Kilmarnock FC Raith Rovers                                                           |

| Club                              | Ville      |
| --------------------------------- | ---------- |
| Aberdeen Football Club            | Aberdeen   |
| Celtic Football Club              | Glasgow    |
| Dundee Football Club              | Dundee     |
| Dundee United Football Club       | Dundee     |
| Heart of Midlothian Football Club | Édimbourg  |
| Hibernian Football Club           | Leith      |
| Kilmarnock Football Club          | Kilmarnock |
| Motherwell Football Club          | Motherwell |
| Partick Thistle Football Club     | Glasgow    |
| Raith Rovers Football Club        | Kirkcaldy  |
| Rangers Football Club             | Glasgow    |
| Saint Johnstone Football Club     | Perth      |

## Compétition

### Classement
Le classement est établi sur le barème de points classique (victoire à 2 points, match nul à 1, défaite à 0).
| Rang | Équipe               | Pts | J  | G  | N  | P  | Bp | Bc | Diff |
| ---- | -------------------- | --- | -- | -- | -- | -- | -- | -- | ---- |
| 1    | Rangers FC T         | 58  | 44 | 22 | 14 | 8  | 74 | 41 | +33  |
| 2    | Aberdeen FC          | 55  | 44 | 17 | 21 | 6  | 58 | 36 | +22  |
| 3    | Motherwell FC        | 54  | 44 | 20 | 14 | 10 | 58 | 43 | +15  |
| 4    | Celtic FC            | 47  | 44 | 15 | 20 | 9  | 51 | 38 | +13  |
| 5    | Hibernian FC         | 44  | 44 | 16 | 15 | 13 | 53 | 48 | +5   |
| 6    | Dundee United C      | 40  | 44 | 11 | 20 | 13 | 47 | 48 | -1   |
| 7    | Heart of Midlothian  | 37  | 44 | 11 | 20 | 13 | 37 | 43 | -6   |
| 8    | Kilmarnock FC        | 36  | 44 | 12 | 16 | 16 | 36 | 45 | -9   |
| 9    | Partick Thistle FC P | 35  | 44 | 12 | 16 | 16 | 46 | 57 | -11  |
| 10   | Saint Johnstone      | 34  | 44 | 10 | 20 | 14 | 35 | 47 | -12  |
| 11   | Raith Rovers P       | 29  | 44 | 6  | 19 | 19 | 46 | 80 | -34  |
| 12   | Dundee FC            | 29  | 44 | 8  | 13 | 23 | 42 | 57 | -15  |

| Légende : Qualifications et relégations | Légende : Qualifications et relégations                                        |
| --------------------------------------- | ------------------------------------------------------------------------------ |
|                                         | Ligue des champions 1994-1995                                                  |
|                                         | Coupe d'Europe des vainqueurs de coupe 1994-1995                               |
|                                         | Coupe UEFA 1994-1995                                                           |
|                                         | Relégation en deuxième division                                                |
|                                         | T : Tenant du titre C : Vainqueurs de la Coupe d'Écosse de football P : Promus |

## Bilan de la saison
| Tableau d'honneur                |               |
| Compétition                      | Vainqueur     |
| Championnat d'Écosse de football | Rangers FC    |
| Coupe d'Écosse de football       | Dundee United |

| Promotions et relégations |                                             |
| Promus                    | Falkirk FC.                                 |
| Relégués                  | Raith Rovers Kilmarnock FC Saint Johnstone. |

## Statistiques

### Meilleur buteur
- Mark Hateley, Rangers Football Club: 22 buts